# Keňská hokejová reprezentace
Keňská hokejová reprezentace je národní hokejové mužstvo Keni. Dne 31.10.2024 se Keňa stala 84. členem Mezinárodní federace ledního hokeje, a může se tak účastnit mistrovství světa a zimních olympijských her. Ke dni 4.11.2024 mají za sebou jeden přátelský zápas a to s reprezentací Saúdské Arábie, kdy prohráli vysoko 78:0 . Tým hraje na dvě kompletní pětky a dva gólmani. Celkově je v Keni zaregistrováno 14 hráčů, 2 trenéři a jeden manažer a skaut dohromady. 
Svoje domácí zápasy hrají v hlavním městě Nairobi, kde se dostavuje jejich vůbec první stadion v celé zemi. Kapacita stadionu je 80 sedících diváků a 100 stojících, dohromady je kapacita Nairobi Hut Aréna 205 diváků. 30.10.2024 se prezidentovi klubu podařilo odkoupit jejich první rolbu a to vyřazenou rolbu z Mexika. 
Jejich hlavním snem je vyhrát v poslední divizi Mistrovství světa, které odstartuje v únoru 2025, kdy mají domluvené přípravné zápasy s Tureckem, Čínou, Novým Zélandem a Mexikem.